# Smoke on the Water
Smoke on the Water (с англ. — «Дым над водой») — песня рок-группы Deep Purple, записанная в декабре 1971 года и впервые выпущенная в альбоме Machine Head в марте 1972 года. В качестве сингла она вышла лишь в 1973 году; вторую сторону сингла занимала её концертная версия из альбома Made in Japan.

## История создания
Песня описывает реальные события. Группа решила записывать свой новый альбом за пределами Англии, чтобы избежать лишних налогов, и в декабре 1971 года музыканты съехались в швейцарский городок Монтрё для записи альбома в передвижной студии, арендованной у Rolling Stones и известной как Rolling Stones Mobile. Запись решено было делать в развлекательном комплексе казино Монтрё (в песне — «the gambling house»), в котором они уже бывали с концертами. Накануне студийной сессии, в субботу, 4 декабря, в театре казино проходил концерт Фрэнка Заппы и The Mothers of Invention в рамках их европейского турне. Это был последний концерт в этом зале, после которого он должен был поступить в распоряжение Deep Purple для записи альбома. Группа решила во избежание недоразумений пока не разгружать аппаратуру, что оказалось впоследствии счастливым решением.

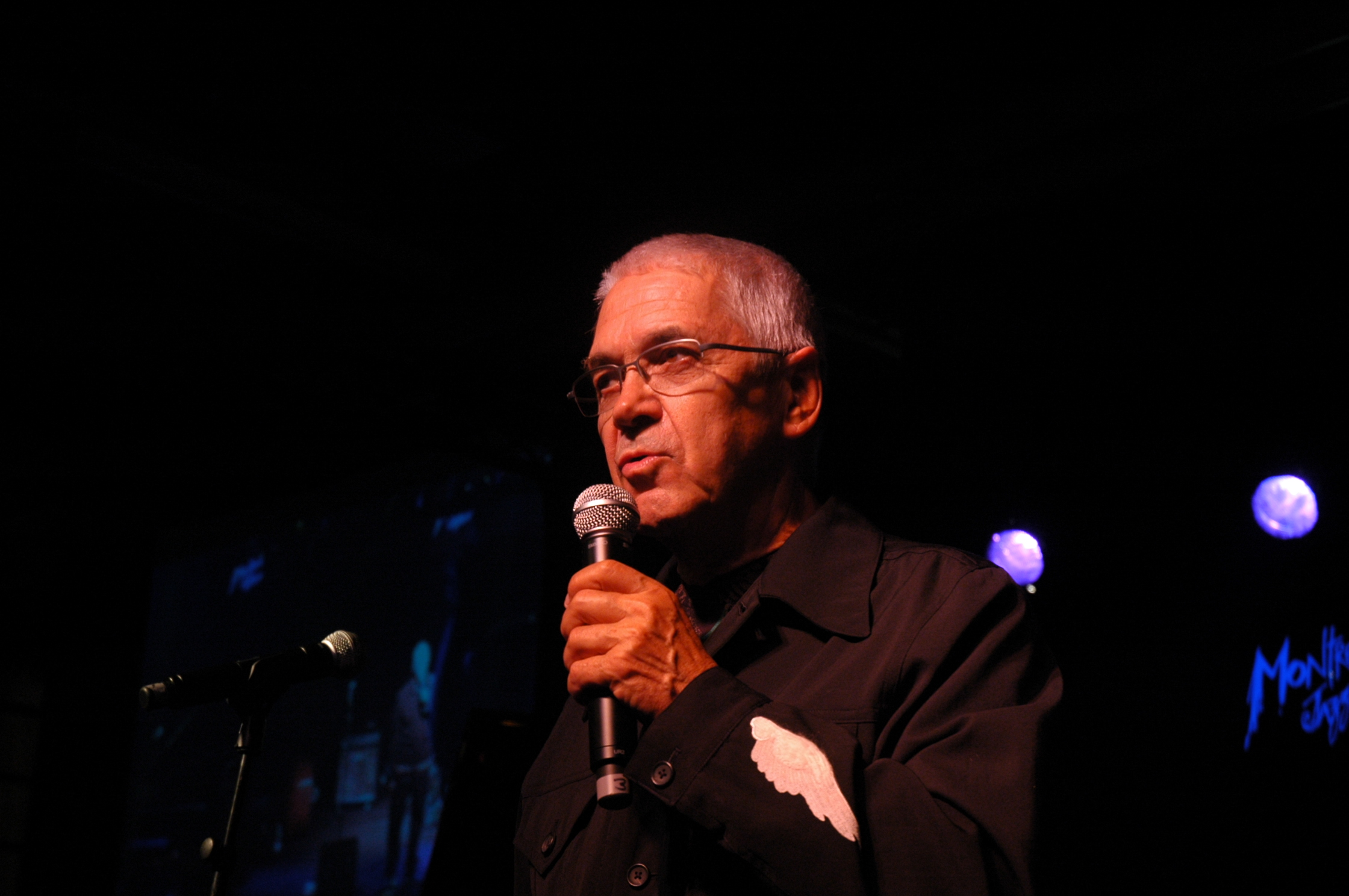
Клод Нобс (фото 2006 г.)

Примерно через час после начала концерта, во время синтезаторного соло на King Kong, из-за подвесного бамбукового потолка появились искры и затем огонь — очевидно, один из зрителей (которого найти не удалось) выстрелил из ракетницы в крышу («some stupid with a flare gun»). Заппа спокойно сказал «без паники, у нас пожар» (возможно, они сами ничего не заметили и им самим сказали), после чего музыканты покинули сцену. Зрители эвакуировались довольно организованно, обошлось без жертв. В песне упоминается «funky Claude», который «вбегал и выбегал», — это директор джазового фестиваля в Монтрё Клод Нобс, помогавший зрителям выбраться из зала. Среди зрителей были и участники Deep Purple. По воспоминаниям Гловера, пожар вначале был настолько слабым, что он успел за время эвакуации снова войти в зал, подойти поближе к пустой сцене, рассмотреть аппаратуру Заппы с группой и впечатлиться от двух новейших синтезаторов.
В результате пожара сгорел дотла весь многоэтажный комплекс казино, вместе с концертным залом и аппаратурой «The Mothers» (которая была застрахована, но концерты во Франции и Бельгии пришлось отменить). Из гостиницы Eden Palace au Lac Hotel, где остановились участники Deep Purple, музыканты наблюдали через большое окно ресторана, как казино охватывается пламенем (чему помог ветер, дувший с гор), и видели завесу дыма над Женевским озером.

Группе, уже взявшей в аренду дорогую студию, пришлось подыскивать по всему городу новое помещение. Вскоре Нобс нашёл для них театр «Павильон» (The Pavilion), расположенный в центре города. Туда перевезли оборудование и начали работать в середине дня над инструментальной дорожкой с новым риффом, заготовленным Блэкмором, ещё без текста, под рабочим названием «Title #1». Отладка аппаратуры и разработка аранжировок заняла остаток дня, и собственно дубли начали записывать уже за полночь. Третий дубль оказался удачным, и на нём остановились. Как оказалось, всё это время обслуживающий персонал пытался удержать за запертыми дверьми наряд полиции, которую вызвали окрестные жильцы из-за шума. Именно благодаря тому, что полицию задерживали, удалось закончить запись дорожки. Поскольку работа только в дневное время музыкантам не подходила, пришлось искать новый зал. К помещению предъявлялось много требований, и его поиски заняли 5—6 дней. В один из этих дней ожидания Гловер проснулся в гостиничной комнате, произнеся в момент пробуждения слова «smoke on the water». Он так это описал: 
Я был один в кровати… в то мистическое время между глубоким сном и пробуждением, когда я услышал собственный голос, произносящий эти слова вслух. Я проснулся и спросил себя, действительно ли я их произнес, и решил, что так и было. Я хорошенько их обдумал и осознал, что это может быть потенциальным названием для песни.
Когда он позже сообщил об этих словах Гиллану, тот сказал, что они звучат как «наркоманские» («sounds like a drug song»); участники Deep Purple, относя группу исключительно к «пьющим», поначалу эти слова отвергли. В конце концов, уже в цейтноте, группа сняла целиком гостиницу «Гранд Отель», находившуюся на отшибе и почти пустовавшую, а потому практически неотапливаемую в декабре («We ended up at the Grand Hotel, / It was empty, cold and bare»), превратив её Т-образный коридор на первом этаже в импровизированную студию. Пришлось специально нанять столяра для сооружения деревянного щита, который отгораживал фойе, и обложить щит матрасами из гостиничных номеров. Был арендован промышленный обогреватель, который включали в перерывах по нескольку раз в день. Из припаркованной рядом студии провели кабели в гостиницу. Поскольку выход в фойе был перекрыт щитом, музыканты попадали внутрь и выбирались обратно на улицу в передвижную студию через боковой коридор и балконы прилегающих смежных номеров. Пространство, где они играли, было подсвечено красными прожекторами для создания творческой атмосферы («With a few red lights and a few old beds / We made a place to sweat…»). Барабанные партии были записаны отдельно в коридоре гостиницы, так как Иэну Пейсу пришлась по душе реверберация холла между номерами.
В таких условиях был записан весь альбом Machine Head. А на инструментальную дорожку, записанную ранее в «Павильоне», был наложен вновь написанный текст с припевом «Smoke on the Water».
«Это был просто еще один рифф, как „Into The Fire”, — вспоминал Иэн Гиллан в интервью изданию Total Guitar. «Мы не придавали этому большого значения, и песня не рассматривалось как трек для альбома. Это был джем на первом саундчеке. Мы не работали над аранжировкой — это был просто джем. Smoke дополнил альбом только в качестве „наполнителя”, потому что у нас было мало времени. На виниле 38 минут было оптимальным временем, если вы хотели хорошего качества — по 19 минут с каждой стороны — и нам не хватило примерно семи минут до конца диска. Так что мы выкопали джем и включили в него вокал».
Из всех композиций альбома песня «Smoke on the Water» вошла в концертную программу 1972 года самой последней, это произошло в конце мая.

## История сингла
По мере роста напряжённости в группе договорные обязательства требовали записи нового альбома. Этим диском стал Who Do We Think We Are, выпущенный в марте 1973 года. Затем американский лейбл Purple, Warner Brothers, принял решение выпустить сингл не с этой записи, а с отредактированными «живой» и студийной версиями «Smoke On The Water».
Джон Лорд вспоминал, что именно Джо Смит из Warner Brothers в Америке признал «Smoke On The Water» потенциальным хитом. Мы все думали, что «Never Before» был очевидным синглом. Это показывает, как мало группы знают о коммерческом потенциале своих песен. Он сказал: «Это сингл». И мы сказали: «Ты спятил?» Он ответил: «Нет, это он!».
Этот сингл попал в Billboard Hot 100 в мае 1973 года, и получил поддержку на рок-радио. В течение пяти недель он был уже в Топ-20, неуклонно поднимаясь, пока не оказался на 4-м месте в конце июля, когда состав группы Mark II уже прекратил своё существование. «Smoke On The Water» стал самым известным хит-синглом Purple в США. Он также стал большим хитом в Южной Африке, Канаде, Голландии, Германии и Австрии.
Выпуск «Smoke On The Water» в Великобритании в качестве сингла состоялся только в марте 1977 года, уже после распада группы. За семь недель он поднялся до 21-й позиции, его место в истории рока к тому времени уже было гарантировано.

## Музыка
«Smoke on the Water» известен своим хорошо узнаваемым гитарным риффом — синкопированной мелодией в блюзовом ладу, в параллельных квартах. Ричи Блэкмор исполняет этот рифф на гитаре Fender Stratocaster одновременным щипком двумя пальцами двух струн, для полной одновременности их звучания (приём игры называется double-stop). Во вступлении к гитаре последовательно присоединяются хай-хэт, орган Хаммонда, барабаны и бас-гитара.
В сентябре 2017 года исследователи из базирующейся в Сан-Франциско американской биотехнологической фирмы Twist Bioscience, Microsoft Research и Вашингтонского университета в Сиэтле сообщили о том, что им впервые удалось записать и воспроизвести музыкальные аудиозаписи архивного качества на ДНК; использованными в эксперименте композициями стали «Smoke on the Water» группы Deep Purple и «Туту» джазового трубача Майлса Дейвиса, вместе составившие 140 мегабайт информации. Эти новаторские записи были переданы на хранение в архив Джазового фестиваля в Монтрё под эгидой архивной программы ЮНЕСКО «Memory of the World».
Рифф в песне Deep Purple 1972 года «Smoke on the Water» напоминает песню Аструд Жилберту 1966 года «Maria Quiet», аранжированную Гилом Эвансом.
В 2007 году более 1680 гитаристов в Канзас-Сити установили мировой рекорд по одновременному исполнению песни «Smoke on the Water», который был зафиксирован книгой рекордов Гиннесса. Предыдущий рекорд по одновременному исполнению одной и той же песни максимальным числом участников принадлежит той же композиции, и был установлен в 1994 году в Ванкувере.

## Значение
По результатам опроса World Guitar Day гитарный рефрен «Smoke on the Water» в 2017 году возглавил рейтинг величайших гитарных риффов всех времён. В 2016 году рифф песни занял второе место в рейтинге «100 величайших гитарных риффов всех времён» по версии журнала Guitar Player.
В 2011 году песня заняла 3-е место в списке «50 лучших гитарных треков 1970-х», составленном журналом Vintage Guitar.
В марте 2023 года группа авторов американского издания Rolling Stone включила песню в список «100 величайших хеви-метал песен всех времён». В этом рейтинге она заняла 34-ю позицию.
В 2017 году песня была включена в Зал славы премии «Грэмми». В 2023 году рифф песни занял 4-е место в рейтинге «50 величайших гитарных риффов всех времён» журнала Total Guitar.
В 2022 году журнал TimeOut включил песню в список «Лучших классических рок-песен всех времён». В 2024 году «Smoke on the Water» вошла в список «30 лучших песен 1970-х» по версии журнала Forbes.
В 2022 году гитарное соло из песни «Smoke on the Water» вошло в список «75 величайших гитарных соло всех времён» по итогам голосования слушателей британской радиостанции Planet Rock.

## Кавер-версии
В концертном исполнении песня была впоследствии записана более поздними составами Deep Purple с вокалистом Дэвидом Ковердэйлом, а также группами Ian Gillan Band, Gillan и Rainbow. В 1989 году она была выпущена как на сборнике Rock Aid Armenia, так и отдельным синглом в исполнении музыкантов Deep Purple и сборной группы известнейших рок-музыкантов; средства от продажи сингла поступили в фонд вспомоществления жертвам землетрясения в Ленинакане (теперь Гюмри) и Спитаке, Армения.
Гиллан исполнял композицию в составе группы Black Sabbath во время их турне Born Again Tour 1983 в 1983—1984 годах. В 2011 году запись песни, сделанная во время одного из концертов, была выпущена на переизданном диске Born Again.
Под названием «Smoke on the Water» в 1994 году на Shrapnel Records вышел трибьют Deep Purple, в котором приняли участие вокалисты Джо Линн Тёрнер, Гленн Хьюз, Дон Доккен и Джефф Скотт Сото, а также группа гитарных (Ингви Мальмстин, Винни Мур, Пол Гилберт, Тони Макалпин) и клавишных (Йенс Юханссон и всё тот же Тони Макалпин) виртуозов. Сама песня в этом альбоме идёт седьмым треком.
Знаменитый американский гитарист Карлос Сантана в 2010 году записал кавер-версию песни для своего альбома Guitar Heaven: Santana Performs the Greatest Guitar Classics of All Time.
Известны многочисленные поздние кавер-версии песни, в том числе Iron Maiden, Ингви Мальмстина, Mr. Big, Dream Theater, Sepultura, Аксель Руди Пелль (в альбоме Magic Moments - 25th Anniversary Special Show, 2015), G3 (Джо Сатриани, Джон Петруччи и Стив Вай в альбоме «G3: Live in Tokyo», 2005), Джон Бон Джови с Брюсом Спрингстином, Soulfly, Forcefield (альбом «Forcefield», 1987), Six Feet Under, Vains of Jenna, Брайана Мэя, Бурановские бабушки. Песня перерабатывалась в стилях кантри, трэш-метал, блэк-метал, и пауэр-метал, народная песня среди прочих.
Свои джазовые версии «Smoke on the Water» представили группы Jazzkantine (альбом Hell’s Kitchen), The Cooltrane Quartet (альбом Cool Jazz Blends), Couture Chic (альбом Velvet Bossa) и Air Jazz Quartet (альбом Tribute to Deep Purple). В 2008 году команда Pink Turtle записала «Smoke on the Water» в стиле свинг в альбоме кавер-версий Pop in Swing. Известный американский поп-певец Пэт Бун в 1997 году записал альбом кавер-версий хард-роковых хитов In a Metal Mood: No More Mr. Nice Guy, в котором «Smoke on the Water» была исполнена в стиле биг-бенда. В 2003 году проект Señor Coconut записал песню в стиле «латино» в альбоме кавер-версий Fiesta Songs.

## Участники записи
- Иэн Гиллан — вокал
- Ричи Блэкмор — гитара
- Джон Лорд — орган Хаммонда
- Роджер Гловер — бас-гитара
- Иэн Пейс — ударные

## Позиции в хит-парадах
Годовые чарты:
| Год  | Чарт                            | Позиция |
| ---- | ------------------------------- | ------- |
| 1973 | Канада (RPM Year-End)           | 34      |
| 1973 | США (Billboard Top Pop Singles) | 50      |

## В популярной культуре
- Лучше звоните Солу (1 сезон, 10 серия — «Марко[англ.]», 3 сезон, 8 серия — «Падение[англ.]»)
- Вышедший в апреле 2000 года пятый альбом инди-рок группы Ass Ponys (Цинциннати) получил название по строчке из песни Smoke on the Water, Some Stupid With a Flare Gun. Альбом, вышедший на чикагском инди-лейбле Checkered Past Records, в 2001 году победил в номинации «CD of the Year» премии Cammy Awards[46][47][48].
- Песня звучит в американской комедии 1997 года «Части тела» о жизни телеведущего Говарда Стерна[49].
- Вступление к песне звучит в ретро-баре, куда приходят после вечеринки героини знаменитого телесериала «Секс в большом городе» (6 сезон, 7 эпизод — «The Post-It Always Sticks Twice», 2003 год)[50].
- В культовом боевике 1991 года «На гребне волны» звучит кавер-версия песни, исполненная группой Loudhouse[англ.][51].
- Песня звучит в американском комедийном фильме 2015 года «Рок на Востоке»[52].